# Madaket (Massachusetts)
Madaket es un lugar designado por el censo ubicado en el condado de Nantucket en el estado estadounidense de Massachusetts. En el Censo de 2010 tenía una población de 236 habitantes y una densidad poblacional de 38,5 personas por km².

## Geografía
Madaket se encuentra ubicado en las coordenadas 41°16′51″N 70°11′10″O / 41.28083, -70.18611. Según la Oficina del Censo de los Estados Unidos, Madaket tiene una superficie total de 6.13 km², de la cual 5.13 km² corresponden a tierra firme y (16.31%) 1 km² es agua.

## Demografía
Según el censo de 2010, había 236 personas residiendo en Madaket. La densidad de población era de 38,5 hab./km². De los 236 habitantes, Madaket estaba compuesto por el 95.76% blancos, el 0.42% eran afroamericanos, el 0% eran amerindios, el 0.42% eran asiáticos, el 0% eran isleños del Pacífico, el 1.69% eran de otras razas y el 1.69% pertenecían a dos o más razas. Del total de la población el 1.69% eran hispanos o latinos de cualquier raza.